# Euselasia tenage
Euselasia tenage är en fjärilsart som beskrevs av Jacob Hübner 1816. Euselasia tenage ingår i släktet Euselasia och familjen Riodinidae. Inga underarter finns listade i Catalogue of Life.